# ベンジャミン・バネカー

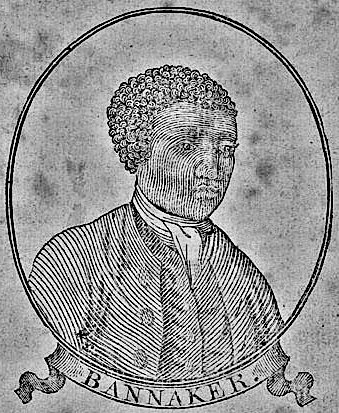
ベンジャミン・バネカー

ベンジャミン・バネカー（英: Benjamin Banneker、1731年11月9日 - 1806年10月19日）は、アメリカ合衆国で最初の重要なアフリカ系科学者。独学で木製の時計を作る。天文学を学んで暦を作成し、「黒人は劣った存在ではない」ことを身をもって証明し主張した。

## 生涯
バネカーは「自由黒人」の息子で、一生を父親から継いだタバコ農場で過ごした。機械工学と数学、そして科学の才能を早くから表した。57歳のとき、バネカーは近所に住むクエーカー教徒であり科学者でもあるジョージ・エリコットから天文学の本を借り、独学で暦を作るための計算を習得した。
1791年に国務長官だったトーマス・ジェファーソンの推薦により、バネカーはジョージ・ワシントン大統領からワシントン市建設委員会の1人として指名された。だが、これより前にジェファーソンは、「黒人」を「道徳もあり人間と見なしはするが、アメリカにおいて黒人と白人は絶対に共存することはできない」と主張していた。
ジェファーソンは、「自然」によって2つの人種ははっきりと識別できるように作られており、「白人は、黒人に比して、肉体と知能の両面において優っている」「黒人が劣っているのは、彼らが奴隷であることや彼らの社会環境が原因なのではなく先天的なものである」と主張していた。この主張に矛盾しているジェファーソンの推薦について、ある新聞は「測量技師としての能力そして天文学の才能のある1人のエチオピア人が、ジェファーソンの主張する――黒人は劣っている――という論が何の根拠もなかったことを早くも証明した」と論評した。
バネカーは、ワシントンでの仕事を終えると、1792年のための暦を作成する作業に戻った。バネカーは新しい暦を作成すると、その暦をもとに奴隷制を廃止し「黒人」の生活環境を改善するよう国務長官であるジェファーソンに書簡を送った。この書簡は、ジェファーソンの「黒人は劣っている」という説にバネカーが応え反論する形となっていた。
バネカーは、書簡において次のように述べた。
この証拠（暦）ができるのを誰よりも待ち望んでいたのは他ならぬこの私自身です。あなたが言うように自然は、白人に対してと同様に私たちにも生命と知能とを等しく与えたことを示すこの証拠を。また、知能が劣っているかに見えるのは、単に黒人の社会的な身分が貶められているに過ぎないことを示すこの証拠を。……ここにその証拠があります。
また「すべての人間は平等である」という「貴重な言葉」は「過酷な奴隷制のもとに私の同胞を不正と暴力を用い、抑圧することによって冒涜されている」と書き送った。ジェファーソン自身が起草したアメリカ独立宣言の中で高らかに謳われている「すべての人間は神によって平等に創られている」という宣言文をジェファーソン自身に思い起こさせ、さらにジェファーソンを辛辣に批判し、「黒人劣勢説」を覆そうと、バネカーは懸命に書簡の中でジェファーソンに反駁した。
しかしながらジェファーソンは、バネカーの反論を真剣に捉えるどころか「黒人は劣っている」という何の根拠もない説を覆す証拠となるバネカーの暦そのものに疑いの目を向けた。ジェファーソンは、その暦は近くに住むクエーカー教徒であり科学者でもあるジョージ・エリコットの援助を受けたがために、初めてバネカーが作ることができたのだと信じていた。またジェファーソンの矛盾を突いたバネカーの奴隷制に対する反論とアフリカ系アメリカ人への援助の願いはまったく無視され、ジェファーソン自身が奴隷を所有している事実、そしてジェファーソンの奴隷制に対する考え方には、何の変化も見られなかった。
バネカーのスポンサーの1人であるジェイムズ・マックヘンリーは、バネカーの暦を初めて公に出版した。マックヘンリーは奴隷制廃止論者の1人であり、廃止運動の一環として暦を発表した。暦を出版する際に「バネカーは暦を作るにあたって、誰の援助も借りずに、最初から最後まで1人でこの仕事を成し遂げた。このことは、知能と肌の色とは何の関連性もないことを証明するものである」と主張した。バネカーは、マックヘンリーを介して多くの連邦政府の役人と重要なつながりを持つことができたといわれている。
1791年から1797年までの間、バネカーの暦は、毎年、ペンシルベニア州フィラデルフィア、メリーランド州ボルチモア、デラウェア州ウィルミントン、バージニア州ピーターズバーグ、ニュージャージー州トレントン、そしてバージニア州リッチモンドの6つの都市で見ることができた。1797年以降、バネカーの暦は発行されることはなかったが、バネカーは暦を作るための天文学的な計算をし続けた。1806年に自身の農場で死亡したときには、バネカーは全米のみならず海外においても「アフリカの天文学者」として広く知られていた。